# Mieczysław Korycki
Mieczysław Korycki (ur. 1 marca 1961) – polski kolarz szosowy i przełajowy, reprezentant Polski
Był zawodnikiem klubów Agrosudety Jelenia Góra i Górnik Polkowice. Dwukrotnie bez sukcesów startował w wyścigu szosowym ze startu wspólnego w mistrzostwach świata. W 1981 zajął 75 m., w 1983 wycofał się w trakcie zawodów. W 1987 wystąpił na przełajowych mistrzostwach świata, zajmując 14. miejsce. W 1981 i 1986 zdobył srebrne medale w górskich mistrzostwach Polski. Dwukrotnie uczestniczył w Wyścigu Pokoju (1983 – 16 m., 1984 – 18 m.). W 1985 i 1987 wygrywał etapy w Tour de Pologne.